# Фреатический взрыв

Схема фреатического взрыва. 1: облако паров воды, 2: магматический канал, 3: слои лавы и пепла, 4: слой породы, 5: слой воды, 6: место взрыва, 7: магматическая камера

Фреатический взрыв — событие, при котором раскалённая магма вступает в контакт с большим количеством льда или воды. При этом происходит молниеносное испарение, приводящее к тепловому взрыву, при котором происходит выброс камней, пепла и лавовых бомб.

## Общее описание
Фреатический взрыв может быть как одной из фаз сложного извержения, так и отдельным извержением.
При фреатическом взрыве обычно происходят выбросы газов и камней. Потоки лавы при фреатическом взрыве являются редкостью. Температура разбрасываемых осколков как правило не очень высокая. Иначе, если во фреатическом взрыве участвует лава, событие может перейти в фреатомагматическую стадию.
В результате таких взрывов образуются маары — плоские вулканические кратеры с небольшим валом по краям. Основную опасность при фреатическом взрыве могут представлять ядовитые газы, извергаемые из кратера.

## Примеры
- Кульминационная стадия извержения Кракатау, уничтожившая вулкан с островом, является фреатическим взрывом. Также часто фреатические взрывы случаются на вулкане Килауэа.
- Первым извержением вулкана Суртсей был именно фреатический взрыв — вулкан тогда ещё был подводным, и контакт раскалённой лавы с холодной водой вызвал тепловой взрыв.
- Примерами фреатического взрыва как отдельного извержения являются извержение Онтаке 2014, взрыв на Тарумаэ в 1982 году и предположительно извержение Пэктусана в 1903 году, когда в жерло вулкана протекла холодная вода Небесного озера.
- Также во фреатическом взрыве «подозревается» извержение Арарата в 1840 году[1]. Тогда из-за землетрясения в недрах Арарата разрушилась огромная полость с водой и льдом. Водно-ледяная смесь обрушилась на магматическую камеру, вызвав мощный взрыв, спровоцировавший пирокластический поток.
- Примером фреатомагматического извержения может служить извержение вулкана Тааль в 1965 году.